# ブロックハウス・エフロン百科事典

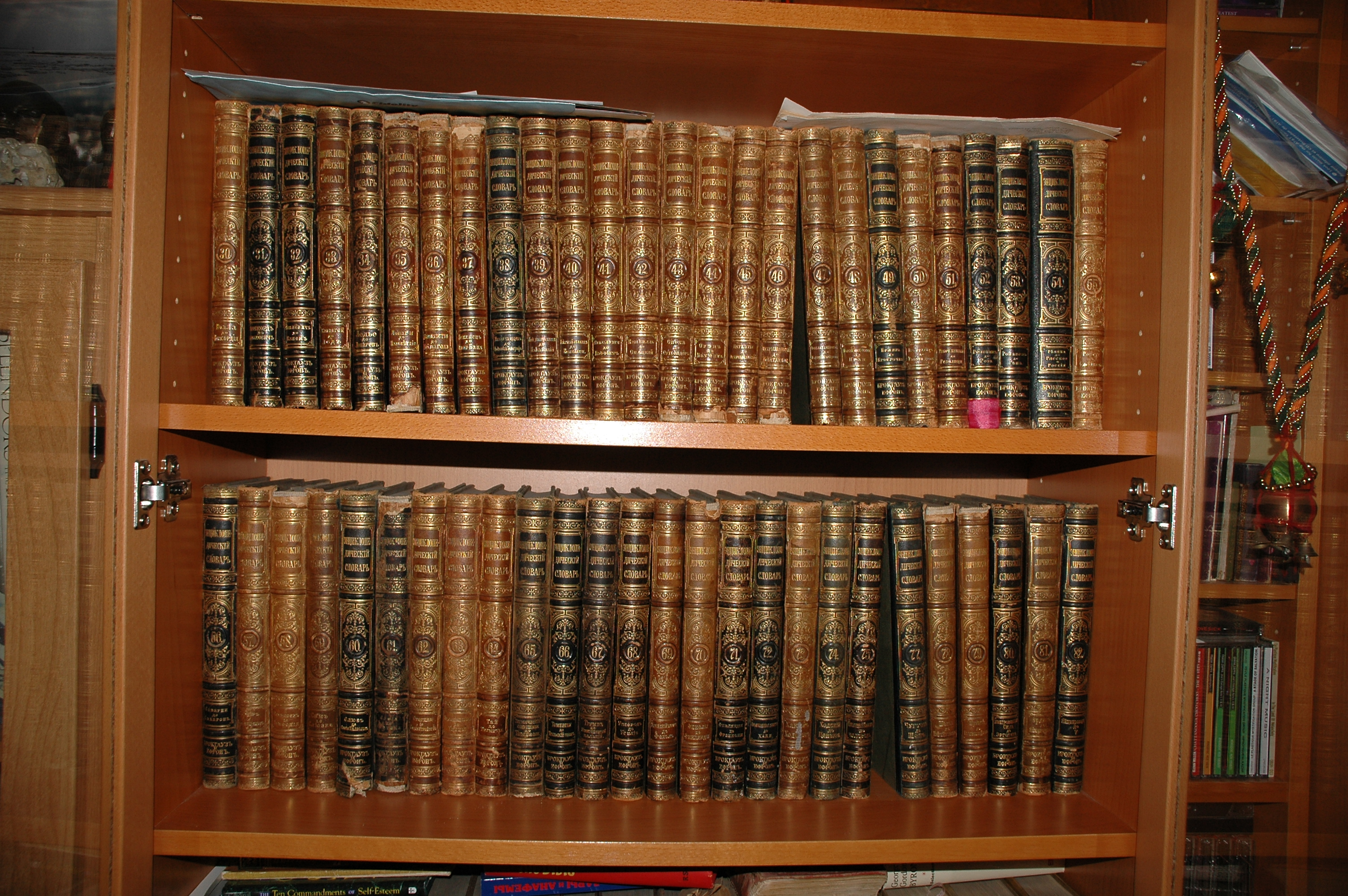
ブロックハウス・エフロン百科事典が並んだ本棚

『ブロックハウス・エフロン百科事典』（ブロックハウス・エフロンひゃっかじてん、ロシア語: Энциклопедическiй Словарь Брокгауза и Ефрона）は、ロシア語の百科事典である。完全版が全86巻、小型版が全35巻となっている。
1890年から1907年にロシア帝国サンクトペテルブルクの出版社イリヤ・アブラモビッチ・エフロン、『ブロックハウス百科事典』で実績のあるライプツィヒのF・A・ブロックハウス社が共同で出版した。
ドミトリ・メンデレーエフ、ウラジーミル・ソロヴィヨフなど、ロシア革命前の著名なロシアの学者たちによって書かれた歴史的に貴重な百科事典である。ソビエト連邦時代には再版が許されず、ソビエト連邦の崩壊後に再版された。

## 関連書籍
- ロシア大百科事典
- ソビエト大百科事典